# Lucicutia longicornis
Lucicutia longicornis är en kräftdjursart som först beskrevs av Giesbrecht 1889.  Lucicutia longicornis ingår i släktet Lucicutia och familjen Lucicutiidae. Inga underarter finns listade i Catalogue of Life.